# Yasuhito, prins Chichibu
Yasuhito, prins Chichibu, född 1902, död 1953, var en japansk prins. Han var son till kejsar Taishō och kejsarinnan Teimei av Japan. 

## Utmärkelser
- Victoriakedjan,  1937
- Stora ordensbandet av Krysantemumorden
- Riddare med storkors av Victoriaorden

[Redigera Wikidata]